# Sixième district congressionnel du Tennessee
Le 6e district congressionnel du Tennessee est un district du middle Tennessee. Il est représenté par le Républicain John Rose depuis janvier 2019.
Une grande partie du 6e district est rurale et boisée. Il est réparti dans les régions géographiques connues sous le nom de plateau de Cumberland, de Highland Rim et de Central Basin. La région est connue pour ses cascades, telles que les chutes Burgess et Cummins. Une grande partie de la partie ouest du district est située dans la région métropolitaine de Nashville, ainsi qu'une partie de Nashville elle-même.
Avec un accès proche aux autoroutes 24, 40 et 65, les lotissements se multiplient de manière presque exponentielle et se remplissent rapidement de gestionnaires de la nouvelle économie. Récemment, de nombreuses entreprises ont ouvert des centres de fabrication ou de distribution dans le 6e district. Cela inclut Amazon et Bridgestone-Firestone à Lebanon, le fabricant d'armes Beretta à Gallatin et le fabricant de vêtements Under Armour à Mt. Juliet.
Politiquement parlant, la région était traditionnellement un district « Démocrate Yellow Dog ». Cependant, il a commencé à se déplacer vers la droite à mesure que les banlieues de Nashville se sont infiltrées dans le district et que les comtés ruraux avaient une tendance républicaine. Il a soutenu Bill Clinton en 1992, en partie grâce à la présence d'Al Gore, qui l'a représenté de 1977 à 1985, en tant que colistier de Clinton. Cependant, il n’a pas soutenu depuis lors la candidature d’un démocrate à la présidence. Le Représentant sortant démocrate de longue date, Bart Gordon, a toujours été réélu facilement, même si le district basculait vers la droite après le tournant du millénaire. Au milieu des années 2000, cependant, on pensait que les démocrates auraient du mal à conserver leur siège après la retraite de Gordon.
Gordon a pris sa retraite en 2010 et la Sénatrice d'État républicaine Diane Black a remporté le siège avec une victoire écrasante, prouvant à quel point ce district était devenu républicain. Le redécoupage de 2010 a rendu le district encore plus républicain, même si son point d'ancrage de longue date, Murfreesboro, a été attiré dans le 4e district voisin. Depuis 2012, aucun démocrate n'a remporté un comté entier dans le district lors d'élections présidentielles, de Gouverneur, de Sénat ou de la Chambre,. En effet, aucun démocrate n'a franchi la barre des 30 % dans la circonscription depuis le départ à la retraite de Gordon.

## Frontières actuelles
Le district est situé dans le centre-nord du Tennessee et borde le Kentucky au nord. Il est actuellement composé des comtés suivants : Cannon, Clay, Cumberland, DeKalb, Fentress, Jackson, Macon, Overton, Pickett, Putnam, Smith, Sumner, Trousdale, White et Van Buren. Le district comprend également des parties des comtés de Davidson, Scott, Warren et Wilson.

## Histoire
Avant le recensement de 1980, lorsque le Tennessee s'est doté d'un district, la majeure partie de ce qui est aujourd'hui le 6e district se trouvait dans le 4e district. Dans les années 1940, cette région était représentée par Albert Gore Sr., de Carthage. Gore a été élu au Sénat des États-Unis en 1952, où il a joué un rôle déterminant dans la création du réseau routier inter-états.
De 1953 à 1977, la région était représentée par Joe L. Evins de Smithville. Le neveu d'Evins, Dan Evins, était le fondateur de la chaîne de restaurants/vente au détail Cracker Barrel Old Country Store. Le siège social de Cracker Barrel est toujours situé à Lebanon.
En 1976, Evins a été remplacé par Al Gore, alors futur Vice-Président et fils d'Albert Gore, Sr. Il représentait la région lorsqu'une grande partie de celle-ci a été transférée dans l'actuel 6e district.
Peu de temps après le redécoupage dans le 6e district, Gore a été élu au Sénat des États-Unis. Il a ensuite été remplacé par l'ancien président du Parti démocrate du Tennessee, Bart Gordon de Murfreesboro. Gordon a occupé ce poste pendant les 26 années suivantes, généralement sans difficulté. La seule année où il a fait face à une opposition sérieuse a été 1994, lorsque l'avocat Steve Gill s'est présenté contre lui. Gordon a battu Gill par seulement un point de pourcentage.
Selon le recensement de 2010, les cinq plus grandes villes sont Hendersonville (51 372), Cookeville (30 425), Gallatin (30 278), Lebanon (26 190) et Mt. Juliet (23 671). Diane Black de Gallatin a été élue lors du raz-de-marée républicain de 2010 lorsque Gordon a pris sa retraite après 26 ans au Congrès. La victoire de Black marquait la première fois qu'une grande partie du district était représentée par un Républicain depuis 1921, et pour la deuxième fois seulement depuis la Reconstruction.

## Historique de vote
| Année | Poste     | Résultats              |
| ----- | --------- | ---------------------- |
| 2000  | Président | Bush 49,0 % - 49,0 %   |
| 2004  | Président | Bush 60,0 % - 40,0 %   |
| 2008  | Président | McCain 65,0 % - 33,5 % |
| 2012  | Président | Romney 70,0 % - 29,5 % |
| 2016  | Président | Trump 72,6 % - 23,7 %  |
| 2020  | Président | Trump 72,2 % - 25,6 %  |

## Liste des Représentants du district
| Membre                         | Parti                    | Années                           | Congrès     | Histoire électorale | Zone géographique                     |
| ------------------------------ | ------------------------ | -------------------------------- | ----------- | --- | ------------------------------------- |
| District établi le 4 mars 1813 |                          |                                  |             | |                                       |
| Parry W. Humpreys (en)         | Républicain-Démocrate    | 4 mars 1813 - 3 mars 1815        | 13e         | Élu en 1813. Retrait. | 1813–1823                             |
| James B. Reynolds (en)         | Républicain-Démocrate    | 4 mars 1815 - 3 mars 1817        | 14e         | Élu en 1815. Perd sa réélection. | 1813–1823                             |
| George W. L. Marr (en)         | Républicain-Démocrate    | 4 mars 1817 - 3 mars 1819        | 15e         | Élu en 1817. Perd sa renomination. | 1813–1823                             |
| Henry H. Bryan (en)            | Républicain-Démocrate    | 4 mars 1819 - 3 mars 1821        | 16e         | Élu en 1819. Réélu en 1821 mais ne réussit pas à se qualifier. | 1813–1823                             |
| Vacant                         | Vacant                   | 4 mars 1821 - 3 mars 1823        | 17e         | | 1813–1823                             |
| James T. Sandford (en)         | Républicain-Démocrate    | 4 mars 1823 - 3 mars 1825        | 18e         | Élu en 1823. Perd sa réélection. | 1823–1833                             |
| James K. Polk                  | Jacksonien (en)          | 4 mars 1825 - 3 mars 1833        | 19e - 22e   | Élu en 1825. Réélu en 1827. Réélu en 1829. Réélu en 1831. Redécoupage vers le 9e district. | 1823–1833                             |
| Balie Peyton (en)              | Jacksonien (en)          | 4 mars 1833 - 3 mars 1835        | 23e , 24e   | Élu en 1833. Réélu en 1835. Retrait. | 1833–1843                             |
| Balie Peyton (en)              | Anti-Jacksonien          | 4 mars 1835 - 3 mars 1837        | 23e , 24e   | Élu en 1833. Réélu en 1835. Retrait. | 1833–1843                             |
| William B. Campbell (en)       | Whig                     | 4 mars 1837 - 3 mars 1843        | 25e - 27e   | Élu en 1837. Réélu en 1839. Réélu en 1941. Retrait. | 1833–1843                             |
| Aaron V. Brown (en)            | Démocrate                | 4 mars 1843 - 3 mars 1845        | 28e         | Redécoupage depuis le 10e district et réélu en 1843. Retrait pour se présenter comme Gouverneur du Tennessee. | 1843–1853                             |
| Barclay Martin (en)            | Démocrate                | 4 mars 1845 - 3 mars 1847        | 29e         | Élu en 1845. Retrait. | 1843–1853                             |
| James H. Thomas (en)           | Démocrate                | 4 mars 1847 - 3 mars 1851        | 30e , 31e   | Élu en 1847. Réélu en 1849. Perd sa réélection. | 1843–1853                             |
| William H. Polk (en)           | Démocrate                | 4 mars 1851 - 3 mars 1853        | 32e         | Élu en 1851. Retrait. | 1843–1853                             |
| George W. Jones (en)           | Démocrate                | 4 mars 1853 - 3 mars 1859        | 33e - 35e   | Redécoupage depuis le 5e district et réélu en 1853. Réélu en 1855. Réélu en 1857. Retrait. | 1853–1861                             |
| James H. Thomas (en)           | Démocrate                | 4 mars 1859 - 3 mars 1861        | 36e         | Élu en 1859. Retrait. | 1853–1861                             |
| District inactif               | District inactif         | 4 mars 1861 - 24 juillet 1866    | 37e - 39e   | Guerre de Sécession et Reconstruction | Guerre de Sécession et Reconstruction |
| Samuel M. Arnell (en)          | Unioniste Inconditionnel | 24 juillet 1866 - 3 mars 1867    | 39e - 41e   | Élu en 1865. Réélu en 1867. Réélu en 1868. Retrait. | 1866–1873                             |
| Samuel M. Arnell (en)          | Républicain              | 4 mars 1867 - 3 mars 1871        | 39e - 41e   | Élu en 1865. Réélu en 1867. Réélu en 1868. Retrait. | 1866–1873                             |
| Washington C. Whitthorne       | Démocrate                | 4 mars 1871 - 3 mars 1875        | 42e , 43e   | Élu en 1870. Réélu en 1872. Redécoupage vers le 7e district. | 1866–1873                             |
| 1873–1883                      |                          |                                  | 42e , 43e   | Élu en 1870. Réélu en 1872. Redécoupage vers le 7e district. |                                       |
| John F. House (en)             | Démocrate                | 4 mars 1875 - 3 mars 1883        | 44e - 47e   | Élu en 1874. Réélu en 1876. Réélu en 1878. Réélu en 1880. Retrait. |                                       |
| Andrew J. Caldwell (en)        | Démocrate                | 4 mars 1883 - 3 mars 1887        | 48e , 49e   | Élu en 1882. Réélu en 1884. Retrait. | 1883–1893                             |
| Joseph E. Washington (en)      | Démocrate                | 4 mars 1887 - 3 mars 1897        | 50e - 54e   | Élu en 1886. Réélu en 1888. Réélu en 1890. Réélu en 1892. Réélu en 1894. Retrait. | 1883–1893                             |
| 1893–1903                      |                          |                                  | 50e - 54e   | Élu en 1886. Réélu en 1888. Réélu en 1890. Réélu en 1892. Réélu en 1894. Retrait. |                                       |
| John W. Gaines (en)            | Démocrate                | 4 mars 1897 - 3 mars 1909        | 55e - 60e   | Élu en 1896 Réélu en 1898. Réélu en 1900. Réélu en 1902. Réélu en 1904. Réélu en 1906. Perd sa renomination. |                                       |
| 1903–1913                      |                          |                                  | 55e - 60e   | Élu en 1896 Réélu en 1898. Réélu en 1900. Réélu en 1902. Réélu en 1904. Réélu en 1906. Perd sa renomination. |                                       |
| Jo Byrns (en)                  | Démocrate                | 4 mars 1909 - 3 mars 1933        | 61e - 72e   | Élu en 1908. Réélu en 1910. Réélu en 1912. Réélu en 1914. Réélu en 1916. Réélu en 1918. Réélu en 1920. Réélu en 1922. Réélu en 1924. Réélu en 1926. Réélu en 1928. Réélu en 1930. Redécoupage vers le 5e district. |                                       |
| 1913–1923                      |                          |                                  | 61e - 72e   | Élu en 1908. Réélu en 1910. Réélu en 1912. Réélu en 1914. Réélu en 1916. Réélu en 1918. Réélu en 1920. Réélu en 1922. Réélu en 1924. Réélu en 1926. Réélu en 1928. Réélu en 1930. Redécoupage vers le 5e district. |                                       |
| 1923–1933                      |                          |                                  | 61e - 72e   | Élu en 1908. Réélu en 1910. Réélu en 1912. Réélu en 1914. Réélu en 1916. Réélu en 1918. Réélu en 1920. Réélu en 1922. Réélu en 1924. Réélu en 1926. Réélu en 1928. Réélu en 1930. Redécoupage vers le 5e district. |                                       |
| Clarence W. Turner (en)        | Démocrate                | 4 mars 1933 - 23 mars 1939       | 73e - 76e   | Élu en 1932. Réélu en 1934. Réélu en 1936. Réélu en 1938. Décès. | 1933–1943                             |
| Vacant                         | Vacant                   | 23 mars 1939 - 11 mai 1939       | 76e         | | 1933–1943                             |
| W. Wirt Courtney (en)          | Démocrate                | 11 mai 1939 - 3 janvier 1943     | 76e , 77e   | Élu pour terminer le mandat de Turner. Réélu en 1940. Redécoupage vers le 7e district. | 1933–1943                             |
| Percy Priest (en)              | Démocrate                | 3 janvier 1943 - 3 janvier 1953  | 78e - 82e   | Élu en 1942. Réélu en 1944. Réélu en 1946. Réélu en 1948. Réélu en 1950. Redécoupage vers le 5e district. | 1943–1953                             |
| James P. Sutton (en)           | Démocrate                | 3 janvier 1953 - 3 janvier 1955  | 83e         | Redécoupage depuis le 7e district et réélu en 1952. Retrait pour se présenter comme Sénateur des États-Unis. | 1953–1963                             |
| Ross Bass (en)                 | Démocrate                | 3 janvier 1955 - 3 novembre 1964 | 84e - 88e   | Élu en 1954. Réélu en 1956. Réélu en 1958. Réélu en 1960. Réélu en 1962. Retrait pour se présenter comme Sénateur des États-Unis et démissionne lorsqu'élu.                                                        | 1953–1963                             |
| 1963–1973                      |                          |                                  | 84e - 88e   | Élu en 1954. Réélu en 1956. Réélu en 1958. Réélu en 1960. Réélu en 1962. Retrait pour se présenter comme Sénateur des États-Unis et démissionne lorsqu'élu.                                                        |                                       |
| Vacant                         | Vacant                   | 3 novembre 1964 - 3 janvier 1965 | 88e         | |                                       |
| William R. Anderson            | Démocrate                | 3 janvier 1965 - 3 janvier 1973  | 89e - 92e   | Élu en 1964. Réélu en 1966. Réélu en 1968. Réélu en 1970. Perd sa réélection. |                                       |
| Robin Beard (en)               | Républicain              | 3 janvier 1973 - 3 janvier 1983  | 93e - 97e   | Élu en 1972. Réélu en 1974. Réélu en 1976. Réélu en 1978. Réélu en 1980. Retrait pour se présenter comme Sénateur des États-Unis.                                                                                  | 1973–1983                             |
| Al Gore                        | Démocrate                | 3 janvier 1983 - 3 janvier 1985  | 98e         | Redécoupage depuis le 4e district et réélu en 1982. Retrait pour se présenter comme Sénateur des États-Unis. | 1983–1993                             |
| Bart Gordon                    | Démocrate                | 3 janvier 1985 - 3 janvier 2011  | 99e - 111e  | Élu en 1984. Réélu en 1986. Réélu en 1988. Réélu en 1990. Réélu en 1992. Réélu en 1994. Réélu en 1996. Réélu en 1998. Réélu en 2000. Réélu en 2002. Réélu en 2004. Réélu en 2006. Réélu en 2008. Retrait.          | 1983–1993                             |
| 1993–2003                      |                          |                                  | 99e - 111e  | Élu en 1984. Réélu en 1986. Réélu en 1988. Réélu en 1990. Réélu en 1992. Réélu en 1994. Réélu en 1996. Réélu en 1998. Réélu en 2000. Réélu en 2002. Réélu en 2004. Réélu en 2006. Réélu en 2008. Retrait.          |                                       |
| 2003–2013                      |                          |                                  | 99e - 111e  | Élu en 1984. Réélu en 1986. Réélu en 1988. Réélu en 1990. Réélu en 1992. Réélu en 1994. Réélu en 1996. Réélu en 1998. Réélu en 2000. Réélu en 2002. Réélu en 2004. Réélu en 2006. Réélu en 2008. Retrait.          |                                       |
| Diane Black                    | Républicain              | 3 janvier 2011 - 3 janvier 2019  | 112e - 115e | Élue en 2010. Réélue en 2012. Réélue en 2014. Réélue en 2016. Retrait pour se présenter comme gouverneure du Tennessee.                                                                                            |                                       |
| Diane Black                    | Républicain              | 3 janvier 2011 - 3 janvier 2019  | 112e - 115e | Élue en 2010. Réélue en 2012. Réélue en 2014. Réélue en 2016. Retrait pour se présenter comme gouverneure du Tennessee.                                                                                            | 2013–2023                             |
| John Rose                      | Républicain              | 3 janvier 2019 - Présent         | 116e - 119e | Élu en 2018. Réélu en 2020. Réélu en 2022. Réélu en 2024. Retrait pour se présenter comme gouverneur du Tennessee.                                                                                                 |                                       |
| John Rose                      | Républicain              | 3 janvier 2019 - Présent         | 116e - 119e | Élu en 2018. Réélu en 2020. Réélu en 2022. Réélu en 2024. Retrait pour se présenter comme gouverneur du Tennessee.                                                                                                 | 2023–Présent                          |

## Résultats des récentes élections
Voici les résultats des dix précédents cycles électoraux dans le district.

### 2004
| Élection de 2004 du 6e district congressionnel du Tennessee | Élection de 2004 du 6e district congressionnel du Tennessee | Élection de 2004 du 6e district congressionnel du Tennessee | Élection de 2004 du 6e district congressionnel du Tennessee | Élection de 2004 du 6e district congressionnel du Tennessee |
| ----------------------------------------------------------- | ----------------------------------------------------------- | ----------------------------------------------------------- | ----------------------------------------------------------- | ----------------------------------------------------------- |
| Parti                                                       | Parti                                                       | Candidat                                                    | Votes                                                       | %                                                           |
|                                                             | Démocrate                                                   | Bart Gordon (sortant)                                       | 167 448                                                     | 64,2                                                        |
|                                                             | Républicain                                                 | Nick Demas                                                  | 87 523                                                      | 33,6                                                        |
|                                                             | Indépendant                                                 | J. Patrick Lyons                                            | 3 869                                                       | 1,5                                                         |
|                                                             | Indépendant                                                 | Norman R. Saliba                                            | 1 802                                                       | 0,7                                                         |
| Total des votes                                             | Total des votes                                             | Total des votes                                             | 260 642                                                     | 100 %                                                       |
|                                                             | Les Démocrates conservent                                   |                                                             |                                                             |                                                             |

### 2006
| Élection de 2006 du 6e district congressionnel du Tennessee | Élection de 2006 du 6e district congressionnel du Tennessee | Élection de 2006 du 6e district congressionnel du Tennessee | Élection de 2006 du 6e district congressionnel du Tennessee | Élection de 2006 du 6e district congressionnel du Tennessee |
| ----------------------------------------------------------- | ----------------------------------------------------------- | ----------------------------------------------------------- | ----------------------------------------------------------- | ----------------------------------------------------------- |
| Parti                                                       | Parti                                                       | Candidat                                                    | Votes                                                       | %                                                           |
|                                                             | Démocrate                                                   | Bart Gordon (sortant)                                       | 129 069                                                     | 67,1                                                        |
|                                                             | Républicain                                                 | David R. Davis                                              | 60 392                                                      | 31,4                                                        |
|                                                             | Indépendant                                                 | Robert L. Garrison                                          | 2 035                                                       | 1,1                                                         |
|                                                             | Indépendant                                                 | Norman R. Saliba                                            | 884                                                         | 0,5                                                         |
| Total des votes                                             | Total des votes                                             | Total des votes                                             | 192 380                                                     | 100 %                                                       |
|                                                             | Les Démocrates conservent                                   |                                                             |                                                             |                                                             |

### 2008
| Élection de 2008 du 6e district congressionnel du Tennessee | Élection de 2008 du 6e district congressionnel du Tennessee | Élection de 2008 du 6e district congressionnel du Tennessee | Élection de 2008 du 6e district congressionnel du Tennessee | Élection de 2008 du 6e district congressionnel du Tennessee |
| ----------------------------------------------------------- | ----------------------------------------------------------- | ----------------------------------------------------------- | ----------------------------------------------------------- | ----------------------------------------------------------- |
| Parti                                                       | Parti                                                       | Candidat                                                    | Votes                                                       | %                                                           |
|                                                             | Démocrate                                                   | Bart Gordon (sortant)                                       | 194 264                                                     | 74,4                                                        |
|                                                             | Indépendant                                                 | Chris Baker                                                 | 66 764                                                      | 25,6                                                        |
| Total des votes                                             | Total des votes                                             | Total des votes                                             | 261 028                                                     | 100 %                                                       |
|                                                             | Les Démocrates conservent                                   |                                                             |                                                             |                                                             |

### 2010
| Élection de 2010 du 6e district congressionnel du Tennessee | Élection de 2010 du 6e district congressionnel du Tennessee | Élection de 2010 du 6e district congressionnel du Tennessee | Élection de 2010 du 6e district congressionnel du Tennessee | Élection de 2010 du 6e district congressionnel du Tennessee |
| ----------------------------------------------------------- | ----------------------------------------------------------- | ----------------------------------------------------------- | ----------------------------------------------------------- | ----------------------------------------------------------- |
| Parti                                                       | Parti                                                       | Candidat                                                    | Votes                                                       | %                                                           |
|                                                             | Républicain                                                 | Diane Black                                                 | 128 517                                                     | 69,6                                                        |
|                                                             | Démocrate                                                   | Brett Carter                                                | 56 145                                                      | 30,4                                                        |
| Total des votes                                             | Total des votes                                             | Total des votes                                             | 184 662                                                     | 100 %                                                       |
|                                                             | Les Républicains prennent aux Démocrates                    |                                                             |                                                             |                                                             |

### 2012
| Élection de 2012 du 6e district congressionnel du Tennessee | Élection de 2012 du 6e district congressionnel du Tennessee | Élection de 2012 du 6e district congressionnel du Tennessee | Élection de 2012 du 6e district congressionnel du Tennessee | Élection de 2012 du 6e district congressionnel du Tennessee |
| ----------------------------------------------------------- | ----------------------------------------------------------- | ----------------------------------------------------------- | ----------------------------------------------------------- | ----------------------------------------------------------- |
| Parti                                                       | Parti                                                       | Candidat                                                    | Votes                                                       | %                                                           |
|                                                             | Républicain                                                 | Diane Black (sortante)                                      | 184 383                                                     | 76,4                                                        |
|                                                             | Indépendant                                                 | Scott Beasley                                               | 34 766                                                      | 14,4                                                        |
|                                                             | Vert                                                        | Pat Riley                                                   | 21 633                                                      | 9,0                                                         |
|                                                             | Write-In                                                    | Write-In                                                    | 459                                                         | 0,2                                                         |
| Total des votes                                             | Total des votes                                             | Total des votes                                             | 241 241                                                     | 100 %                                                       |
|                                                             | Les Républicains conservent                                 |                                                             |                                                             |                                                             |

### 2014
| Élection de 2014 du 6e district congressionnel du Tennessee | Élection de 2014 du 6e district congressionnel du Tennessee | Élection de 2014 du 6e district congressionnel du Tennessee | Élection de 2014 du 6e district congressionnel du Tennessee | Élection de 2014 du 6e district congressionnel du Tennessee |
| ----------------------------------------------------------- | ----------------------------------------------------------- | ----------------------------------------------------------- | ----------------------------------------------------------- | ----------------------------------------------------------- |
| Parti                                                       | Parti                                                       | Candidat                                                    | Votes                                                       | %                                                           |
|                                                             | Républicain                                                 | Diane Black (sortante)                                      | 115 190                                                     | 71,1                                                        |
|                                                             | Démocrate                                                   | Amos Powers                                                 | 37 215                                                      | 23,0                                                        |
|                                                             | Indépendant                                                 | Mike Winton                                                 | 9 630                                                       | 5,9                                                         |
| Total des votes                                             | Total des votes                                             | Total des votes                                             | 162 035                                                     | 100 %                                                       |
|                                                             | Les Républicains conservent                                 |                                                             |                                                             |                                                             |

### 2016
| Élection de 2016 du 6e district congressionnel du Tennessee | Élection de 2016 du 6e district congressionnel du Tennessee | Élection de 2016 du 6e district congressionnel du Tennessee | Élection de 2016 du 6e district congressionnel du Tennessee | Élection de 2016 du 6e district congressionnel du Tennessee |
| ----------------------------------------------------------- | ----------------------------------------------------------- | ----------------------------------------------------------- | ----------------------------------------------------------- | ----------------------------------------------------------- |
| Parti                                                       | Parti                                                       | Candidat                                                    | Votes                                                       | %                                                           |
|                                                             | Républicain                                                 | Diane Black (sortante)                                      | 202 234                                                     | 71,1                                                        |
|                                                             | Démocrate                                                   | David Kent                                                  | 61 995                                                      | 21,8                                                        |
|                                                             | Indépendant                                                 | David Ross                                                  | 20 261                                                      | 7,1                                                         |
| Total des votes                                             | Total des votes                                             | Total des votes                                             | 284 490                                                     | 100 %                                                       |
|                                                             | Les Républicains conservent                                 |                                                             |                                                             |                                                             |

### 2018
| Élection de 2018 du 6e district congressionnel du Tennessee | Élection de 2018 du 6e district congressionnel du Tennessee | Élection de 2018 du 6e district congressionnel du Tennessee | Élection de 2018 du 6e district congressionnel du Tennessee | Élection de 2018 du 6e district congressionnel du Tennessee |
| ----------------------------------------------------------- | ----------------------------------------------------------- | ----------------------------------------------------------- | ----------------------------------------------------------- | ----------------------------------------------------------- |
| Parti                                                       | Parti                                                       | Candidat                                                    | Votes                                                       | %                                                           |
|                                                             | Républicain                                                 | John Rose                                                   | 172 810                                                     | 69,5                                                        |
|                                                             | Démocrate                                                   | Dawn Barlow                                                 | 70 370                                                      | 28,3                                                        |
|                                                             | Indépendant                                                 | David Ross                                                  | 3 426                                                       | 1,4                                                         |
|                                                             | Indépendant                                                 | Lloyd Dunn                                                  | 2 134                                                       | 0,9                                                         |
| Total des votes                                             | Total des votes                                             | Total des votes                                             | 248 740                                                     | 100 %                                                       |
|                                                             | Les Républicains conservent                                 |                                                             |                                                             |                                                             |

### 2020
| Élection de 2020 du 6e district congressionnel du Tennessee | Élection de 2020 du 6e district congressionnel du Tennessee | Élection de 2020 du 6e district congressionnel du Tennessee | Élection de 2020 du 6e district congressionnel du Tennessee | Élection de 2020 du 6e district congressionnel du Tennessee |
| ----------------------------------------------------------- | ----------------------------------------------------------- | ----------------------------------------------------------- | ----------------------------------------------------------- | ----------------------------------------------------------- |
| Parti                                                       | Parti                                                       | Candidat                                                    | Votes                                                       | %                                                           |
|                                                             | Républicain                                                 | John Rose (sortant)                                         | 257 572                                                     | 73,7                                                        |
|                                                             | Démocrate                                                   | Christopher Finley                                          | 83 852                                                      | 24,0                                                        |
|                                                             | Indépendant                                                 | Christopher Monday                                          | 8 154                                                       | 2,3                                                         |
| Total des votes                                             | Total des votes                                             | Total des votes                                             | 349 578                                                     | 100 %                                                       |
|                                                             | Les Républicains conservent                                 |                                                             |                                                             |                                                             |

### 2022
| Primaire républicaine de 2022 du 6e district congressionnel du Tennessee | Primaire républicaine de 2022 du 6e district congressionnel du Tennessee | Primaire républicaine de 2022 du 6e district congressionnel du Tennessee | Primaire républicaine de 2022 du 6e district congressionnel du Tennessee | Primaire républicaine de 2022 du 6e district congressionnel du Tennessee |
| ------------------------------------------------------------------------ | ------------------------------------------------------------------------ | ------------------------------------------------------------------------ | ------------------------------------------------------------------------ | ------------------------------------------------------------------------ |
| Parti                                                                    | Parti                                                                    | Candidat                                                                 | Votes                                                                    | %                                                                        |
|                                                                          | Républicain                                                              | John Rose (sortant)                                                      | 57 162                                                                   | 100 %                                                                    |

| Primaire démocrate de 2022 du 6e district congressionnel du Tennessee | Primaire démocrate de 2022 du 6e district congressionnel du Tennessee | Primaire démocrate de 2022 du 6e district congressionnel du Tennessee | Primaire démocrate de 2022 du 6e district congressionnel du Tennessee | Primaire démocrate de 2022 du 6e district congressionnel du Tennessee |
| --------------------------------------------------------------------- | --------------------------------------------------------------------- | --------------------------------------------------------------------- | --------------------------------------------------------------------- | --------------------------------------------------------------------- |
| Parti                                                                 | Parti                                                                 | Candidat                                                              | Votes                                                                 | %                                                                     |
|                                                                       | Démocrate                                                             | Randal Cooper                                                         | 17 332                                                                | 74,7                                                                  |
|                                                                       | Démocrate                                                             | Clay Faircloth                                                        | 5 870                                                                 | 25,3                                                                  |

| Élection de 2022 du 6e district congressionnel du Tennessee | Élection de 2022 du 6e district congressionnel du Tennessee | Élection de 2022 du 6e district congressionnel du Tennessee | Élection de 2022 du 6e district congressionnel du Tennessee | Élection de 2022 du 6e district congressionnel du Tennessee |
| ----------------------------------------------------------- | ----------------------------------------------------------- | ----------------------------------------------------------- | ----------------------------------------------------------- | ----------------------------------------------------------- |
| Parti                                                       | Parti                                                       | Candidat                                                    | Votes                                                       | %                                                           |
|                                                             | Républicain                                                 | John Rose (sortant)                                         | 129 388                                                     | 66,3                                                        |
|                                                             | Démocrate                                                   | Randal Cooper                                               | 65 675                                                      | 33,7                                                        |
| Total des votes                                             | Total des votes                                             | Total des votes                                             | 195 063                                                     | 100 %                                                       |
|                                                             | Les Républicains conservent                                 |                                                             |                                                             |                                                             |

### 2024
| Primaire républicaine de 2024 du 6e district congressionnel du Tennessee | Primaire républicaine de 2024 du 6e district congressionnel du Tennessee | Primaire républicaine de 2024 du 6e district congressionnel du Tennessee | Primaire républicaine de 2024 du 6e district congressionnel du Tennessee | Primaire républicaine de 2024 du 6e district congressionnel du Tennessee |
| ------------------------------------------------------------------------ | ------------------------------------------------------------------------ | ------------------------------------------------------------------------ | ------------------------------------------------------------------------ | ------------------------------------------------------------------------ |
| Parti                                                                    | Parti                                                                    | Candidat                                                                 | Votes                                                                    | %                                                                        |
|                                                                          | Républicain                                                              | John Rose (sortant)                                                      | 38 607                                                                   | 100 %                                                                    |

| Primaire démocrate de 2024 du 6e district congressionnel du Tennessee | Primaire démocrate de 2024 du 6e district congressionnel du Tennessee | Primaire démocrate de 2024 du 6e district congressionnel du Tennessee | Primaire démocrate de 2024 du 6e district congressionnel du Tennessee | Primaire démocrate de 2024 du 6e district congressionnel du Tennessee |
| --------------------------------------------------------------------- | --------------------------------------------------------------------- | --------------------------------------------------------------------- | --------------------------------------------------------------------- | --------------------------------------------------------------------- |
| Parti                                                                 | Parti                                                                 | Candidat                                                              | Votes                                                                 | %                                                                     |
|                                                                       | Démocrate                                                             | Lore Bergman                                                          | 8 684                                                                 | 42,2                                                                  |
|                                                                       | Démocrate                                                             | Clay Faircloth                                                        | 7 474                                                                 | 36,3                                                                  |
|                                                                       | Démocrate                                                             | Cyril Focht                                                           | 4 422                                                                 | 21,5                                                                  |

| Élection de 2024 du 6e district congressionnel du Tennessee | Élection de 2024 du 6e district congressionnel du Tennessee | Élection de 2024 du 6e district congressionnel du Tennessee | Élection de 2024 du 6e district congressionnel du Tennessee | Élection de 2024 du 6e district congressionnel du Tennessee |
| ----------------------------------------------------------- | ----------------------------------------------------------- | ----------------------------------------------------------- | ----------------------------------------------------------- | ----------------------------------------------------------- |
| Parti                                                       | Parti                                                       | Candidat                                                    | Votes                                                       | %                                                           |
|                                                             | Républicain                                                 | John Rose (sortant)                                         | 225 543                                                     | 68,0                                                        |
|                                                             | Démocrate                                                   | Lore Bergman                                                | 106 144                                                     | 32,0                                                        |
| Total des votes                                             | Total des votes                                             | Total des votes                                             | 331 687                                                     | 100 %                                                       |
|                                                             | Les Républicains conservent                                 |                                                             |                                                             |                                                             |